# Zwarte vanga
De  zwarte vanga  (Oriolia bernieri)  is een vogelsoort uit de familie vanga's (Vangidae). De soort is endemisch op Madagaskar. De vogel werd in 1838 door Isidore Geoffroy Saint-Hilaire geldig beschreven.

## Kenmerken

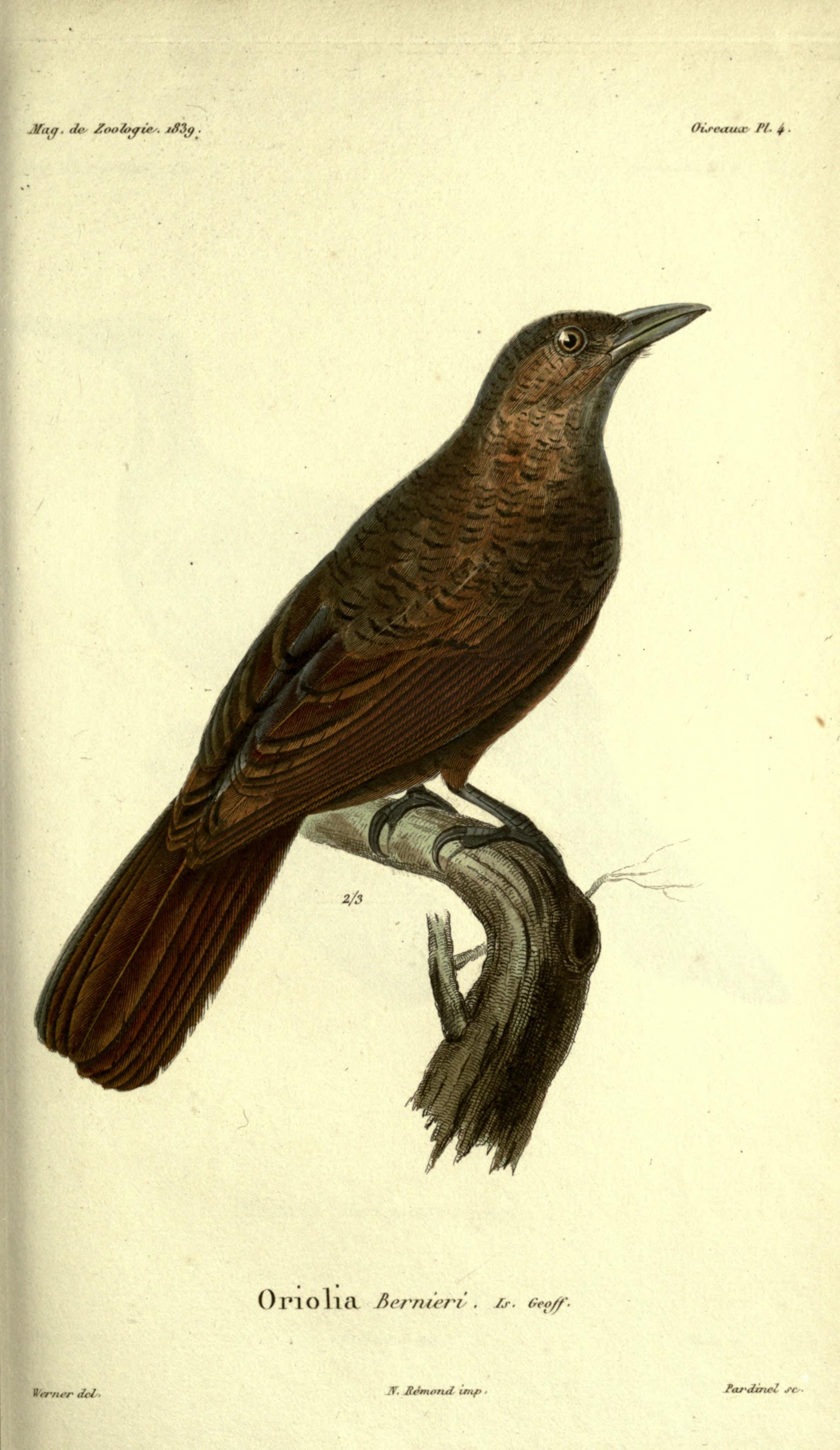
Mannetje zwarte vanga

De vogel is 23 cm lang. Het vrouwtje van de zwarte vanga is onmiskenbaar. Het is een roodbruin gekleurde vogel met vooral op de borst en de mantel een fijne bandering. Het mannetje is helemaal (zoals de naam al aangeeft) glanzend zwart, met een witte iris en een opvallende, bleekblauwe snavel. Daardoor lijkt hij een beetje op een drongo (de kuifdrongo). Het gedrag is echter totaal anders.

## Status
De zwarte vanga heeft een sterk verbrokkeld verspreidingsgebied van noord naar het midden-oostelijk deel van Madagaskar, waar de vogel voorkomt in vochtige, ongeschonden loofbossen. Dit type leefgebied staat onder zware druk door houtkap voor de aanleg van landbouwgronden voor de steeds toenemende bevolking. Daarom werd deze vogelsoort in 1994 als kwetsbaar op de Rode Lijst van de IUCN gezet. Door toenemende ontbossing werd de status in 2018 omgezet tot bedreigd.